# Liolaemus lineomaculatus
Liolaemus lineomaculatus este o specie de șopârle din genul Liolaemus, familia Tropiduridae, descrisă de Boulenger 1885. Conform Catalogue of Life specia Liolaemus lineomaculatus nu are subspecii cunoscute.